# قنات (ديلم)
قنات (بالفارسية: قنات) هي قرية تقع في قسم ليراوي الجنوبي الريفي (مقاطعة ديلم) في إيران. يقدر عدد سكانها بـ 17 نسمة .